# Paracorymbia fulva
Марунка жовта (лат. Paracorymbia fulva, (Degeer, 1775)) — жук з родини Скрипунових.